# Хребтовский сельсовет
Хребтовский сельсовет — сельское поселение в Богучанском районе Красноярского края.
Административный центр — посёлок Хребтовый.
В 1991 году из Хребтовского сельсовета выделен Говорковский сельсовет.

## Население
| 2010 | 2012  | 2013  | 2014  | 2015  | 2016  | 2017  |
| ---- | ----- | ----- | ----- | ----- | ----- | ----- |
| 1599 | ↘1569 | ↘1567 | ↘1523 | ↘1490 | ↘1423 | ↘1392 |

## Состав сельского поселения
| № | Населённый пункт | Тип населённого пункта          | Население |
| - | ---------------- | ------------------------------- | --------- |
| 1 | Хребтовый        | посёлок, административный центр | ↘1392     |

## Местное самоуправление
Хребтовский сельский Совет депутатов
Дата избрания: 04.03.2012. Срок полномочий: 4 года
Глава муниципального образования
- Черных Ольга Анатольевна. Дата избрания: 04.03.2012. Срок полномочий: 4 года